# Herbert Covington Bonner
Herbert Covington Bonner, född 16 maj 1891 i Washington i North Carolina, död 7 november 1965 i Washington, D.C., var en amerikansk politiker (demokrat). Han var ledamot av USA:s representanthus från 1940 fram till sin död.
Tillsammans med kollegan Joseph R. Bryson ordnade Bonner predikant Billy Grahams besök i Vita huset den 14 juli 1950. Besöket hos Harry S. Truman var det första i en lång rad av möten med presidenter för Graham.
Bonner ligger begravd på Oakdale Cemetery i Washington, North Carolina.